# Debbie Parris-Thymes
Debbie Parris-Thymes (Trelawny, 24 de março  de 1973) é uma ex-velocista jamaicana dos 400 m rasos, campeã mundial no revezamento 4x400 m. 
Integrou a equipe jamaicana que conquistou a medalha de ouro mundial em Edmonton 2001 junto com Sandie Richards, Catherine Scott e Lorraine Fenton.